# Ian Tracey
Ian Tracey, född 26 juni 1964 i Vancouver, är en kanadensisk skådespelare.
Tracey har bland annat medverkat i TV-serie Billy the Kid från 2022 och Virgin River (2019-2022). Han har även medverkart i Tv-serien Tom Sawyer och Huckleberry Finn från 1979.

## Filmografi (i urval)
- 1979 – Tom Sawyer och Huckleberry Finn
- 1987 – Spanarna
- 1992–1993 – Tropical Heat (TV-serie)
- 2013–2017 – Bates Motel (TV-serie)
- 2016–2018 – Travelers (TV-serie)
- 2019–2022 – Virgin River (TV-serie)
- 2022 – Billy the Kid (TV-serie)